# Francis Hughes Murkowski
Francis Hughes Murkowski, ameriški poslovnež in politik, * 28. marec 1933, Ketchikan, Aljaska.
Murkowski je bil guverner Aljaske (2002–2006) in senator ZDA iz Aljaske (1981–2002). Na senatorskem mestu ga je zamenjala njegova hči, Lisa Murkowski.